# Elsa Lunghini
Elsa Lunghini, anche nota semplicemente come Elsa (Parigi, 20 maggio 1973), è un'attrice e cantante francese.

## Biografia
Figlia dell'attore e compositore George Lunghini e della pittrice e scultrice Christiane Jobert, sorella dell'attrice Marlène Jobert, ha intrapreso la carriera di attrice da bambina, interpretando Camille nel film Guardato a vista.
Dopo aver preso parte ad altre pellicole, a 13 anni è esplosa come cantante nel 1986, grazie al brano T'en va pas, tema del film La donna della mia vita. Il singolo, pubblicato semplicemente come "Elsa", è arrivato al primo posto in classifica e ha venduto oltre un milione e 300 000 copie. Ha pubblicato il primo album, Elsa, nel 1988, con il padre George autore di 10 brani; l'album è stato un grande successo, venendo certificato doppio platino.
Nel 1990 con il brano Rien que pour ça..., singolo di lancio del secondo album Rien que pour ça, ha esordito come compositrice. Lo stesso anno si è esibita all'Olympia. Nel 1994 ha avuto un figlio, Luigi, con il cantante tedesco Peter Kröner. Con l'album Chaque Jour Est un Long Chemin ha esordito come autrice di testi, ottenendo ottime critiche ma vendite deludenti. Nel 1997 ha tenuto una serie di concerti, esibendosi tra l'altro al Bataclan. Nel 1999 ha intrapreso una lunga relazione con il calciatore Bixente Lizarazu. Negli anni successivi si è concentrata nell'attività di attrice, lavorando principalmente per la televisione.

## Filmografia

### Cinema
- Guardato a vista (Garde à vue), regia di Claude Miller (1981)
- Train d'enfer, regia di Roger Hanin (1985)
- A Parigi con amore ( Rouge Baiser), regia di Véra Belmont (1985)
- La donna della mia vita (La Femme de ma vie), regia di Régis Wargnier (1986)
- Où que tu sois, regia di Alain Bergala (1987)
- Il ritorno di Casanova ( Le Retour de Casanova), regia di Édouard Niermans (1992)
- Pauvre Richard!, regia di Malik Chibane (2013)

### Televisione
- La mort est rousse (film-TV, 2002)
- 3 jours en juin (film-TV, 2005)
- Dove sei? (Où es-tu ?) (miniserie, 2007)
- Aveugle mais pas trop (film-TV, 2009)
- Les nuits d'Alice (film-TV, 2010)
- La maison des Rocheville (miniserie, 2010)
- Sulle tracce del crimine (1 episodio, 2012)
- Famille d'accueil (1 episodio, 2013)
- Enquêtes réservées (1 episodio, 2013)
- Louis la brocante (1 episodio, 2013)
- Commissaire Magellan (1 episodio, 2014)
- Mon frère bien-aimé (film-TV, 2016)
- La vendetta di una donna (Parole contre Parole) (film-TV, 2017)
- Cherif - serie TV, 6 episodi (2017)
- Les Bracelets rouges (2 episodi, 2018)
- Puzzle (film-TV, 2019)
- Caïn (2 episodi, 2020)

## Discografia

### Album
Album in studio
- 1988 : Elsa
- 1990 : Rien que pour ça
- 1992 : Douce Violence
- 1996 : Chaque jour est un long chemin
- 1996 : Everyday
- 2004 : De lave et de sève
- 2008 : Elsa Lunghini

Raccolte
- 1997 : Elsa, l'essentiel 1986-1993

Album live
- 2006 : Connexion Live

### Videografia
- 1991 : Premier Olympia / Tour 90-91 (VHS / Laserdisc)
- 2006 : Connexion Live 	(DVD)